# At the Heart of Winter
At the Heart of Winter – piąty album norweskiej grupy muzycznej Immortal. Wydawnictwo ukazało się 7 grudnia 1999 roku nakładem wytwórni muzycznej Osmose Productions.

## Lista utworów
Opracowano na podstawie materiału źródłowego.
1. "Withstand the Fall of Time" – 8:29
2. "Solarfall" – 6:02
3. "Tragedies Blows at Horizon" – 8:55
4. "Where Dark and Light Don't Differ" – 6:45
5. "At the Heart of Winter" – 8:00
6. "Years of Silent Sorrow" – 7:55

## Twórcy
Opracowano na podstawie materiału źródłowego.
- Olve "Abbath" Eikemo – gitara elektryczna, gitara basowa, śpiew, keyboard
- Reidar "Horgh" Horghagen – perkusja
- Harald "Demonaz" Nævdal – słowa